# Benjamin Altman
Benjamin Altman (1840 — 1913) est un entrepreneur américain originaire de New York, un important collectionneur d'art et notamment de peintures anciennes. 

## Biographie
Il est connu pour avoir créé le grand magasin B. Altman and Company situé à Manhattan sur la Cinquième Avenue, inauguré en 1865 (fermé en 1989) ; il possédait de nombreuses filiales dans toute la région.
Il est également réputé pour avoir été un grand amateur d'art, et en particulier de Rembrandt. Il légua son importante collection au Metropolitan Museum of Art juste avant sa mort, notamment La Toilette de Bethsabée. Son conseiller était le marchand Joseph Duveen.
Il créa également l'Altman Foundation peu de temps avant son décès.

## Collection auMetropolitan Museum of Art
| Image | Titre                                            | Artiste                         | Date  | Nº d'inventaire | url MET |
| ----- | ------------------------------------------------ | ------------------------------- | ----- | --------------- | ------- |
|       | Man with a Steel Gorget                          | anonymous                       | 1648  | 14.40.601       | MET     |
|       | Yonker Ramp and his sweetheart                   | Frans Hals                      | 1623  | 14.40.602       | MET     |
|       | Old Woman in an Armchair                         | Jacob Adriaensz Backer          | 1640  | 14.40.603       | MET     |
|       | The Fingernail Test                              | Frans Hals Judith Leyster       | 1626  | 14.40.604       | MET     |
|       | Shrovetide Revellers                             | Frans Hals                      | 1616  | 14.40.605       | MET     |
|       | Saint Justina of Padua                           | Bartolomeo Montagna             |       | 14.40.606       | MET     |
|       | Self-Portrait                                    | Gerrit Dou                      | 1665  | 14.40.607       | MET     |
|       | Rembrandt's Son Titus                            | anonymous Rembrandt             | 1680s | 14.40.608       | MET     |
|       | Old Woman Cutting Her Nails                      | anonymous Rembrandt             | 1650s | 14.40.609       | MET     |
|       | Pilate Washing His Hands                         | anonymous Rembrandt             | 1660s | 14.40.610       | MET     |
|       | A Girl Asleep                                    | Johannes Vermeer                | 1657  | 14.40.611       | MET     |
|       | Young Woman Peeling Apples                       | Nicolaes Maes                   | 1655  | 14.40.612       | MET     |
|       | Interior with a Young Couple                     | Pieter de Hooch                 | 1662  | 14.40.613       | MET     |
|       | Entrance to a Village                            | Meindert Hobbema                | 1690s | 14.40.614       | MET     |
|       | Portrait of a Woman, Called the Marchesa Durazzo | Anthony van Dyck                |       | 14.40.615       | MET     |
|       | Young Herdsmen with Cows                         | Aelbert Cuyp                    |       | 14.40.616       | MET     |
|       | A Woman Playing the Theorbo-Lute and a Cavalier  | Gerard ter Borch                |       | 14.40.617       | MET     |
|       | Self portrait                                    | Rembrandt                       | 1660  | 14.40.618       | MET     |
|       | Lucas van Uffel (died 1637)                      | Anthony van Dyck                | 1624s | 14.40.619       | MET     |
|       | Portrait of a man with gloves in hand            | Rembrandt                       | 1648  | 14.40.620       | MET     |
|       | Man with a Magnifying Glass                      | Rembrandt                       | 1660s | 14.40.621       | MET     |
|       | Woman with a Pink                                | Rembrandt                       | 1660s | 14.40.622       | MET     |
|       | Wheat Fields                                     | Jacob van Ruisdael              | 1670  | 14.40.623       | MET     |
|       | Portrait of a Man ("The Auctioneer")             | anonymous Rembrandt             | 1658  | 14.40.624       | MET     |
|       | Portrait of a Woman                              | Rembrandt                       | 1633  | 14.40.625       | MET     |
|       | Portrait of Maria Portinari                      | Hans Memling                    | 1470  | 14.40.626–27    | MET     |
|       | The Crucifixion                                  | Fra Angelico                    |       | 14.40.628       | MET     |
|       | Young Woman with a Pearl Necklace                | anonymous                       | 1654  | 14.40.629       | MET     |
|       | Ulrich Fugger (1490–1525)                        | Hans Maler                      | 1525  | 14.40.630       | MET     |
|       | The Supper at Emmaus                             | Diego Velázquez                 |       | 14.40.631       | MET     |
|       | Virgin and Child with Angels                     | Bernard van Orley               |       | 14.40.632       | MET     |
|       | Virgin and Child with Saint Anne                 | Albrecht Dürer                  | 1519  | 14.40.633       | MET     |
|       | Mystic Marriage of St. Catherine                 | Hans Memling                    | 1479  | 14.40.634       | MET     |
|       | Madonna and Child with Angels                    | anonymous                       | 1500s | 14.40.635       | MET     |
|       | Christ Taking Leave of His Mother                | Gerard David                    |       | 14.40.636       | MET     |
|       | Lady Lee (Margaret Wyatt, born about 1509)       | anonymous                       | 1540s | 14.40.637       | MET     |
|       | Federigo Gonzaga (1500–1540)                     | Francesco Francia               | 1510  | 14.40.638       | MET     |
|       | Philip IV (1605–1665), King of Spain             | Diego Velázquez                 |       | 14.40.639       | MET     |
|       | Portrait of a Man                                | Titien                          | 1512  | 14.40.640       | MET     |
|       | Madonna and Child with Saint Joseph and an Angel | Raffaellino del Garbo           |       | 14.40.641       | MET     |
|       | The Last Communion of Saint Jerome               | Sandro Botticelli               | 1495  | 14.40.642       | MET     |
|       | The Holy Family with Saint Mary Magdalen         | Andrea Mantegna                 | 1495  | 14.40.643       | MET     |
|       | Portrait of a Man                                | Dieric Bouts                    | 1470  | 14.40.644       | MET     |
|       | Portrait of a Young Man                          | Antonello da Messina            |       | 14.40.645       | MET     |
|       | Lady Rich (Elizabeth Jenks, died 1558)           | anonymous                       | 1540  | 14.40.646       | MET     |
|       | Madonna and Child                                | anonymous Andrea del Verrocchio | 1470  | 14.40.647       | MET     |
|       | Portrait of an old man                           | Hans Memling                    | 1475  | 14.40.648       | MET     |
|       | Portrait of a Young Man                          | Cosimo Tura                     |       | 14.40.649       | MET     |
|       | Portrait of Cardinal Filippo Archinto            | Titien                          |       | 14.40.650       | MET     |
|       | Bathsheba at her Toilette                        | Rembrandt                       | 1643  | 14.40.651       | MET     |
|       | Changing Pasture                                 | Anton Mauve                     |       | 14.40.810       | MET     |
|       | The Ferryman                                     | Jean-Baptiste Camille Corot     | 1865s | 14.40.811       | MET     |
|       | Twilight                                         | Anton Mauve                     |       | 14.40.812       | MET     |
|       | A Pond in Picardy                                | Jean-Baptiste Camille Corot     |       | 14.40.813       | MET     |
|       | A Path among the Rocks                           | Théodore Rousseau               |       | 14.40.814       | MET     |
|       | The Banks of the Oise                            | Charles-François Daubigny       | 1863  | 14.40.815       | MET     |
|       | The Return to the Fold                           | Anton Mauve                     |       | 14.40.816       | MET     |
|       | A Lane through the Trees                         | Jean-Baptiste Camille Corot     |       | 14.40.817       | MET     |
|       | A River Landscape with Storks                    | Charles-François Daubigny       | 1864  | 14.40.818       | MET     |
|       | The Edge of the Woods                            | Narcisse Díaz de la Peña        | 1872  | 14.40.819       | MET     |